# Felicio Brown Forbes
Felicio Anando Brown Forbes (ur. 28 sierpnia 1991 w Berlinie) – kostarykański piłkarz niemieckiego pochodzenia, występujący na pozycji napastnika w chińskim klubie Yanbian Longding F.C. oraz reprezentacji Kostaryki.

## Kariera klubowa
Grę w piłkę nożną rozpoczął w wieku 8 lat w klubie FV Wannsee z Berlina. Następnie trenował w szkółkach piłkarskich Lichterfelder FC (2001–2006) oraz Herthy 03 Zehlendorf (2006–2007). W latach 2008–2010 występował w młodzieżowych zespołach Herthy BSC.

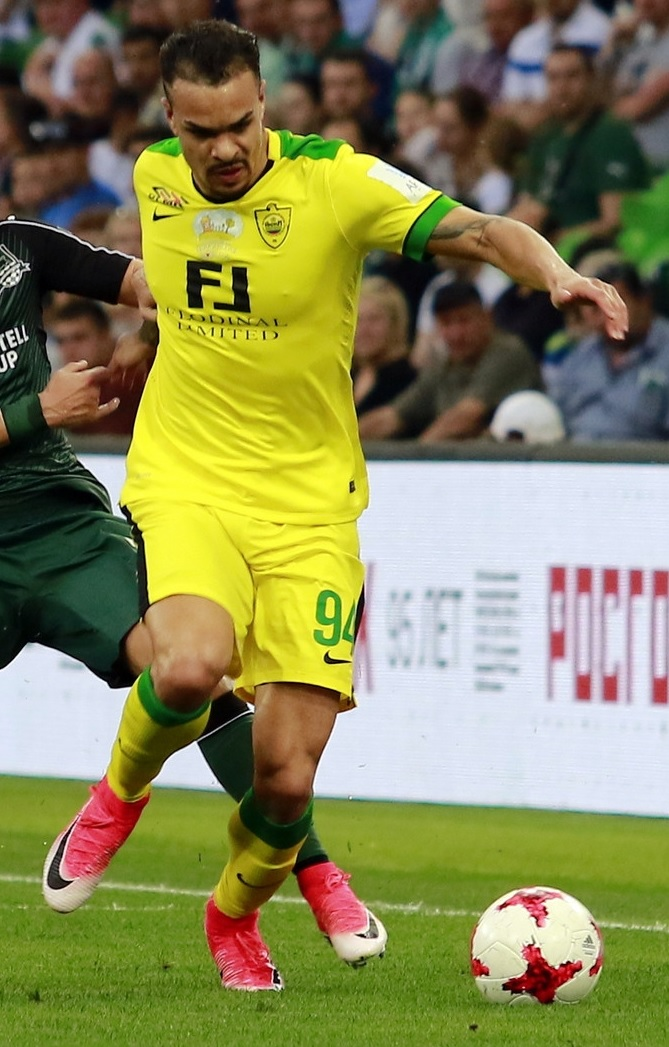
Brown Forbes w barwach Anży Machaczkała (2017)

W połowie 2010 roku podpisał trzyletni profesjonalny kontrakt z 1. FC Nürnberg i rozpoczął grę w rezerwach tego klubu (Regionalliga Süd). Od stycznia 2011 roku przebywał on przez okres 1,5 sezonu na wypożyczeniach w występujących w 3. Lidze zespołach FC Carl Zeiss Jena oraz Rot-Weiß Oberhausen. W styczniu 2013 roku, bez rozegrania żadnego meczu w pierwszej drużynie, rozwiązał polubownie umowę z 1. FC Nürnberg i przeniósł się do FSV Frankfurt II, gdzie spędził pół roku grając na poziomie Regionalligi Südwest.
W sierpniu 2013 roku Brown Forbes odbył testy w CSKA Moskwa, jednak nie przekonał do siebie sztabu szkoleniowego. Jesienią tego samego roku na zasadzie wolnego transferu został piłkarzem Krylji Sowietow Samara. 21 września 2013 zadebiutował w Priemjer-Lidze w zremisowanym 1:1 meczu przeciwko Urałowi Jekaterynburg, wchodząc na boisko w 77. minucie za Siarhieja Karnilenkę. Ogółem w barwach Krylji rozegrał 15 ligowych spotkań, w tym 14 w podstawowym składzie. W sezonie 2014/15 występował w FK Ufa, skąd latem 2015 roku odszedł do FK Rostów, gdzie nie zaliczył ani jednego oficjalnego meczu. Na początku 2016 jako wolny agent podpisał kontrakt z drugoligowym Arsienałem Tuła, z którym po pół roku wywalczył awans do rosyjskiej ekstraklasy. Rundę wiosenną sezonu 2016/17 spędził na wypożyczeniu do Anży Machaczkała. We wrześniu 2017 został graczem Amkaru Perm, dla którego rozegrał 13 ligowych meczów i zdobył 2 bramki. Z powodu upadłości klubu jego umowa została rozwiązana wraz z końcem sezonu 2017/18.
W lipcu 2018 roku Brown Forbes został piłkarzem Korony Kielce prowadzonej przez Gino Lettieriego. 28 lipca 2018 zadebiutował w Ekstraklasie w przegranym 1:2 meczu z Legią Warszawa, w którym w 63. minucie zmienił Olivera Petraka. Po sezonie 2018/19, w którym zanotował 19 występów i zdobył 3 gole, podpisał roczny kontrakt z Rakowem Częstochowa.
5 października 2020, przed zamknięciem okienka transferowego, podpisał kontrakt z prowadzoną przez Artura Skowronka, Wisłą Kraków, do 30 czerwca 2022. Dla Białej Gwiazdy zadebiutował 18 października 2020, w wyjazdowym, wygranym 0:6 meczu 7. kolejki Ekstraklasy ze Stalą Mielec, w którym to również zdobył bramkę. 11 marca 2022, umowa została przedwcześnie rozwiązana, za porozumieniem stron. Napastnik w Wiśle rozegrał 42 spotkania, w których zdobył 12 bramek.
28 kwietnia 2022 roku został zakontraktowany przez chiński klub Wuhan FC.

## Kariera reprezentacyjna
W latach 2010–2011 Brown Forbes występował w młodzieżowych reprezentacjach Niemiec, do lat 19. i do lat 20.. W 2011 roku odrzucił powołanie do kadry Kostaryki U-20 na Mistrzostwa Ameryki Północnej U-20, tłumacząc to chęcią dalszego reprezentowania Niemiec.
Jesienią 2013 roku wyraził chęć gry w reprezentacji Kostaryki, która zakwalifikowała się do finałów Mistrzostw Świata 2014 w Brazylii. W październiku 2014 roku otrzymał od selekcjonera Paulo Wanchope'a powołanie na towarzyskie mecze z Omanem oraz Koreą Południową. 10 października zadebiutował w drużynie narodowej w wygranym 4:3 spotkaniu przeciwko Omanowi w Maskacie, w którym zmienił on w 71. minucie Cristiana Gamboę.

## Statystyki

### Klubowe
| Klub                       | Sezon              | Liga                 | Liga  | Liga   | Puchar kraju | Puchar kraju | Kontynentalne | Kontynentalne | Inne  | Inne   | Łącznie | Łącznie |
| Klub                       | Sezon              | Poziom               | Mecze | Bramki | Mecze        | Bramki       | Mecze         | Bramki        | Mecze | Bramki | Mecze   | Bramki  |
| -------------------------- | ------------------ | -------------------- | ----- | ------ | ------------ | ------------ | ------------- | ------------- | ----- | ------ | ------- | ------- |
| 1. FC Nürnberg II          | 2010/2011          | Regionalliga Süd     | 13    | 0      | –            | –            | –             | –             | –     | –      | 13      | 0       |
| Carl Zeiss Jena (wyp.)     | 2010/2011          | 3. Liga              | 15    | 3      | –            | –            | –             | –             | 1     | 0      | 16      | 3       |
| Rot-Weiß Oberhausen (wyp.) | 2011/2012          | 3. Liga              | 34    | 6      | 1            | 0            | –             | –             | –     | –      | 35      | 6       |
| 1. FC Nürnberg II          | 2012/2013          | Regionalliga Bayern  | 16    | 2      | –            | –            | –             | –             | –     | –      | 16      | 2       |
| 1. FC Nürnberg II          | Łącznie            | Łącznie              | 29    | 2      | 0            | 0            | 0             | 0             | 0     | 0      | 29      | 2       |
| FSV Frankfurt II           | 2012/2013          | Regionalliga Südwest | 11    | 4      | –            | –            | –             | –             | –     | –      | 11      | 4       |
| Krylja Sowietow Samara     | 2013/2014          | Priemjer-Liga        | 15    | 0      | 1            | 0            | –             | –             | –     | –      | 16      | 0       |
| FK Ufa                     | 2014/2015          | Priemjer-Liga        | 9     | 1      | 1            | 0            | –             | –             | –     | –      | 10      | 1       |
| FK Rostów                  | 2015/2016          | Priemjer-Liga        | 0     | 0      | 0            | 0            | –             | –             | –     | –      | 0       | 0       |
| Arsienał Tuła              | 2015/2016          | FNL                  | 8     | 2      | –            | –            | –             | –             | –     | –      | 8       | 2       |
| Arsienał Tuła              | 2016/2017          | Priemjer-Liga        | 14    | 2      | 0            | 0            | –             | –             | –     | –      | 14      | 2       |
| Arsienał Tuła              | Łącznie            | Łącznie              | 22    | 4      | 0            | 0            | 0             | 0             | 0     | 0      | 22      | 4       |
| Anży Machaczkała           | 2016/2017          | Priemjer-Liga        | 5     | 1      | –            | –            | –             | –             | –     | –      | 5       | 1       |
| Amkar Perm                 | 2017/2018          | Priemjer-Liga        | 13    | 2      | 1            | 0            | –             | –             | 2     | 0      | 16      | 2       |
| Korona Kielce              | 2018/2019          | Ekstraklasa          | 19    | 3      | 1            | 0            | –             | –             | –     | –      | 20      | 3       |
| Raków Częstochowa          | 2019/2020          | Ekstraklasa          | 27    | 10     | 2            | 2            | –             | –             | –     | –      | 29      | 12      |
| Raków Częstochowa          | 2020/2021          | Ekstraklasa          | 1     | 0      | 0            | 0            | 0             | 0             | –     | –      | 1       | 0       |
| Raków Częstochowa          | Łącznie            | Łącznie              | 28    | 10     | 2            | 2            | 0             | 0             | 0     | 0      | 30      | 12      |
| Wisła Kraków               | 2020/2021          | Ekstraklasa          | 22    | 7      | 0            | 0            | –             | –             | –     | –      | 22      | 7       |
| Wisła Kraków               | 2021/2022          | Ekstraklasa          | 18    | 2      | 2            | 3            | –             | –             | –     | –      | 20      | 5       |
| Wisła Kraków               | Łącznie            | Łącznie              | 40    | 9      | 2            | 3            | 0             | 0             | 0     | 0      | 42      | 12      |
| Wuhan FC                   | 2022               | Chinese Super League | 10    | 4      | 0            | 0            | –             | –             | –     | –      | 10      | 4       |
| Łącznie w karierze         | Łącznie w karierze | Łącznie w karierze   | 250   | 49     | 8            | 5            | 0             | 0             | 3     | 0      | 261     | 54      |

### Reprezentacyjne
| Reprezentacja | Rok     | Mecze | Bramki |
| ------------- | ------- | ----- | ------ |
| Kostaryka     | 2014    | 1     | 0      |
| Kostaryka     | 2020    | 2     | 0      |
| Kostaryka     | 2021    | 2     | 0      |
| Ogólnie       | Ogólnie | 5     | 0      |

| Lp. | Data                 | Przeciwnik     | Wynik | Gole | Asysty | Minuty | Rozgrywki   | Uwagi                        | Źródło |
| --- | -------------------- | -------------- | ----- | ---- | ------ | ------ | ----------- | ---------------------------- | ------ |
| 1.  | 10 października 2014 | Oman           | 3:4   | —    | —      | 19'    | towarzyskie | —                            | [ 30 ] |
| 2.  | 13 listopada 2020    | Katar          | 1:1   | —    | —      | 57'    | towarzyskie | —                            | [ 31 ] |
| 3.  | 16 listopada 2020    | Kraj Basków    | 2:1   | —    | —      | 7'     | towarzyskie | Mecz nieuznawany przez FIFA. | [ 32 ] |
| 4.  | 27 marca 2021        | Bośnia i Herc. | 0:0   | —    | —      | 90'    | towarzyskie | —                            | [ 33 ] |
| 5.  | 30 marca 2021        | Meksyk         | 0:1   | —    | —      | 74'    | towarzyskie | —                            | [ 34 ] |

## Życie prywatne
Syn Kostarykanina i Niemki, posiada paszport kostarykański oraz niemiecki. Pierwsze 6 lat życia spędził w Limón we wschodniej Kostaryce. Po rozstaniu rodziców zamieszkał z matką w Berlinie. Ma starszego brata Deana Dawsona (ur. 6 czerwca 1977), który jest raperem.